# Powell Basin
Powell Basin är en bassäng i Antarktis. Den ligger i havet utanför Västantarktis. Argentina och Storbritannien gör anspråk på området.